# Bara (wieś w Rumunii)
Bara – wieś w Rumunii, w okręgu Temesz, w gminie Bara. W 2011 roku liczyła 192 mieszkańców.